# Собор Нуноикэ
Собор Нуноикэ или Собор святых Петра и Павла — католическая церковь, находящаяся в городе Нагоя, Япония. Церковь является кафедральным собором епархии Нагои. Собор располагается возле станций метро «Синсакаэ-мати» линии «Хигасияма» и «Курамамити» линии «Сакурадори».
Церковь святых апостолов Петра и Павла в Нагое была построена в 1962 году. Церковь построена в неоготическом стиле с двумя высокими шпилями.
В настоящее время богослужения в храме проходят на японском, английском и тагальском языках. Возле собора находится католический колледж Пресвятой Девы Марии и школа английского языка.